# Витулацио

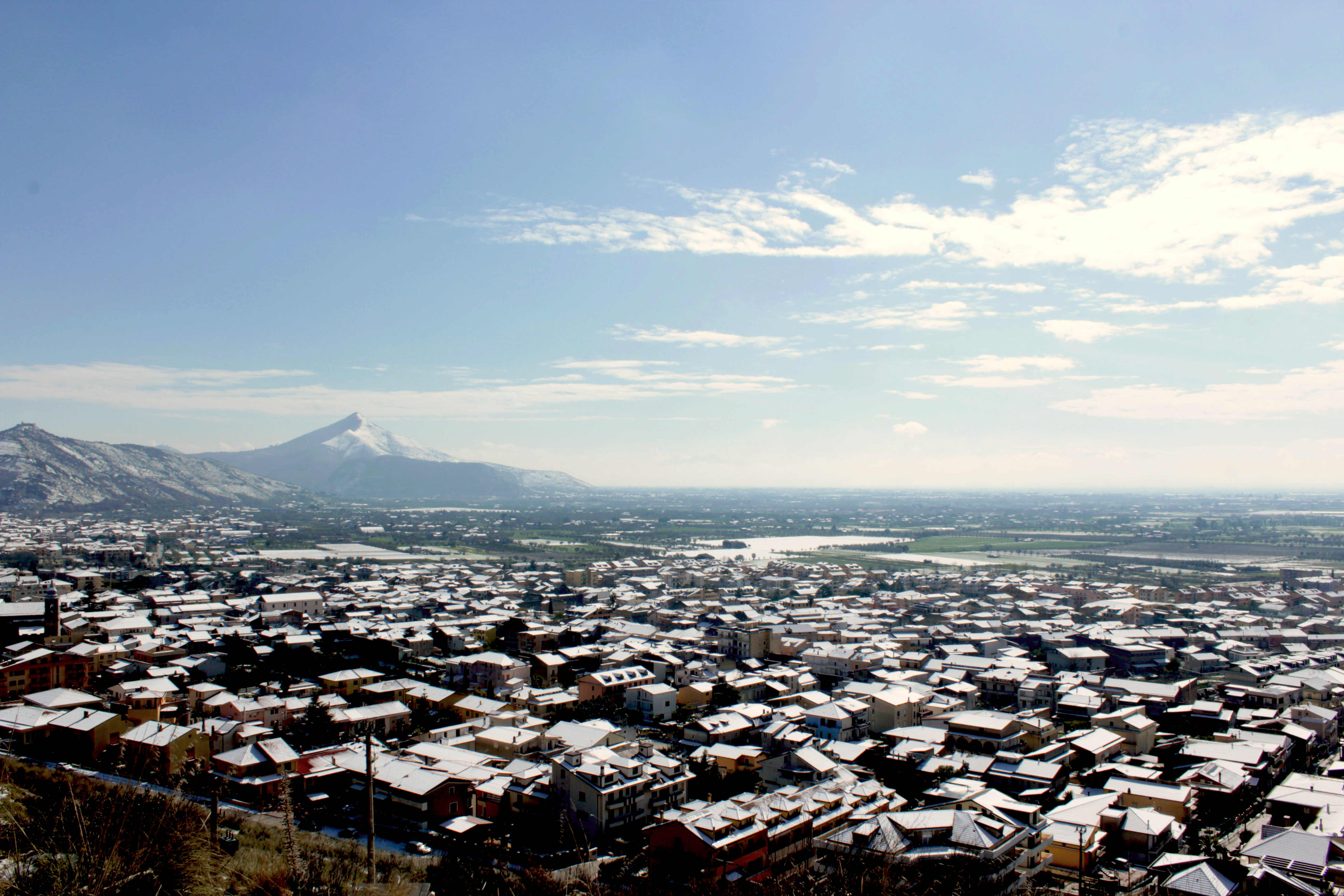
Чрезвычайный снегопад 27 февраля 2018 года в городе Витулацио (CE)

Витула́цио (итал. Vitulazio) — коммуна в Италии, располагается в регионе Кампания, в провинции Казерта.
Население составляет 5613 человек (на 2004 г.), плотность населения составляет 247 чел./км². Занимает площадь 22 км². Почтовый индекс — 81041, 81050. Телефонный код — 0823.
Покровителем коммуны почитается святой Стефан, первомученик. Праздник ежегодно празднуется 7 мая.

## Города-побратимы
- Ла-Курнёв (Франция)